# 아더스 (로스트)
디 아더스는 미국의 드라마 로스트의 등장하는 단체로 드라마 내 섬의 원주민 단체이다. 815편 생존자의 메인 캐릭터들과의 갈등을 빚는 역할로 등장한다. 로스트의 등장인물 사이드 자라의 말에 따르면 최소 50여명이 섬의 남쪽 부근에 살고 있다고 한다. 잡지 위저드에서 98번째 최고의 악역으로 뽑혔다.
드라마 진행 도중, 다니엘 루소가 이 들을 처음으로 "디 아더스"라고 불렀으며 오세아닉 815편 생존자들은 이 말없는 섬 거주자 집단을 "적"(the enemy)으로 인식했다. 디 아더스는 815편이 추락하는 2004년 더 나아가 1970년대에 달마 이니셔티브가 오기 훨씬 전부터 이 섬에 살고 있었다. 벤자민 라이너스가 이 단체를 "좋은 사람들" (the good guys)이라고 말했지만, 이 단체에서는 그들 스스로를 따로 부르는 명칭이 없다. 달마 이니셔티브는 이 단체를 "적" (Hostiles) 혹은 "원주민" (Natives)이라 불렀다.